# كأس أمير قطر 2017
كأس أمير قطر 2017 هي النُّسخة 44 من كأس الأمير والتي تُشارِك فيها فرقٌ من الدرجتين الأولى والثانيّة وضمن فيها الفائز بالكأس مقعدًا في دوري أبطال آسيا 2018.
بدأت هذهِ الكأس الأميريّة في 9 نيسان/أبريل 2017 بمبارياتٍ ضمنَ الدوري التمهيدي فيما أُقيمت المباراة النّهائية في 19 أيّار/مايو 2017 وتّوّج بها نادي السد بعد تغلبهِ على منافسهِ الريان بهدفينِ مُقابل واحد.

## ربع النهائي
| 3 مايو 2017 | الريان | 2-1 | الغرافة | الدوحة                   |
| 16:45       |        |     |         | الملعب: ملعب جاسم بن حمد |

| 3 مايو 2017 | الدحيل | 3-1 | الخور | الدوحة                   |
| 16:45       |        |     |       | الملعب: ملعب جاسم بن حمد |

| 4 مايو 2017 | السد | 4-1 | الخريطيات | الدوحة                                 |
| 16:45       |      |     |           | الملعب: ملعب عبد الله بن ناصر بن خليفة |

| 4 مايو 2017 | أم صلال | 5-3 | الجيش | الدوحة                                 |
| 16:45       |         |     |       | الملعب: ملعب عبد الله بن ناصر بن خليفة |

## نصف النهائي
| 13 مايو 2017 | الدحيل | 3-1 | الريان | الدوحة                   |
| 17:00        |        |     |        | الملعب: ملعب جاسم بن حمد |

| 14 مايو 2019 | السد | 0-2 | الجيش | الدوحة                   |
| 17:00        |      |     |       | الملعب: ملعب جاسم بن حمد |